# Meredith Colket

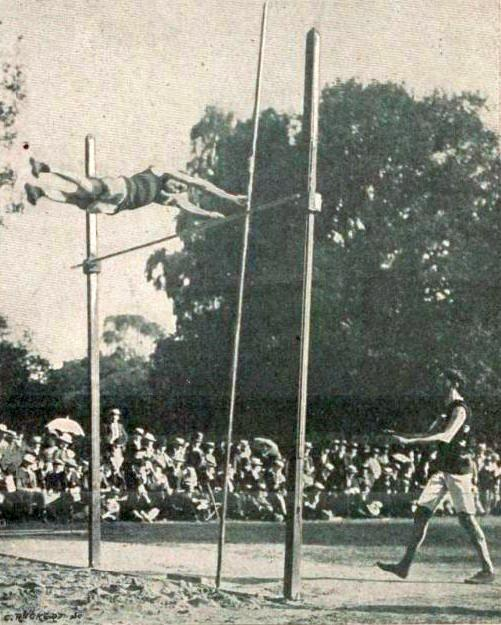
Meredith Colket, deuxième du saut à la perche aux JO 1900.

Meredith Bright Colket (né le 19 novembre 1878 à Philadelphie et décédé le 7 juin 1947 à Bryn Mawr) est un athlète américain spécialiste du saut à la perche. Son club était les Penn Quakers

## Biographie

### Palmarès
| Date | Compétition           | Lieu  | Résultat | Performance |
| ---- | --------------------- | ----- | -------- | ----------- |
| 1900 | Jeux olympiques d'été | Paris | 2e       | 3,25 m      |

### Records
| Épreuve          | Performance | Lieu | Date |
| ---------------- | ----------- | ---- | ---- |
| Saut à la perche | 3,38 m      |      | 1900 |